# 새뮤얼 머윈 주니어
새뮤얼 킴벌 머윈 주니어(Samuel Kimball Merwin, Jr., 1910년 4월 28일 ~ 1996년 1월 13일)는 미국의 추리소설, 과학소설 작가이다. 대부분의 소설을 샘 머윈 주니어(Sam Merwin, Jr) 라는 이름으로 발표했으며, 엘리자베스 디어 베넷(Elizabeth Deare Bennett), 자크 진 페랏(Jacques Jean Ferrat), 카터 스프래그(Carter Sprague)라는 필명도 사용했다. 평행우주물인 《유령섬》(The House of Many Worlds, 1951년)이 대표작이다.